# Кунгурцев, Антон Герасимович
Анто́н (Анти́п) Гера́симович Кунгу́рцев (апрель 1901, дер. Буньково, Упоровский район, Тюменская область — 1930, Тюмень) — советский поэт.

## Биография
Антон Кунгурцев родился в апреле 1901 года в деревне Буньково, Упоровский район, Тюменская область в зажиточной семье. В 1919 году вместе с отцом ушёл служить в армию Колчака, позднее перешёл к красным. В 1922 году вернулся в деревню. С 1926 года жил в Тюмени, в 1928 году вступил в ряды ВКП(б). Имя Антип на Антон поменял после переезда в Тюмень. Работал в газете «Красное знамя», где публиковал статьи, рецензии, стихи. Публиковался также в свердловских газетах. Был членом Тюменской ассоциации пролетарских писателей (ТАПП) — единственной известной литературной организации в Тюмени тех лет. В ноябре 1929 года участвовал в заседании правления Уральской ассоциации пролетарских писателей (УралАПП). 31 января 1930 года Кунгурцев был арестован, обвинён в участии в контрреволюционной организации «Экстальная комиссия зарубежного руководства со стальным сердцем». 25 июня 1930 года ему был вынесен смертный приговор. Кунгурцева реабилитировали в 1957 году.
Имя Кунгурцева было надолго забыто. Только в 1989 году журналист Рафаэль Гольдберг опубликовал в газете «Тюменская правда» цикл статей о поэте, посвящённых его биографии. В 2002 году филолог-германист, уроженец Тюмени Сергей Тураев опубликовал мемуары о послереволюционной Тюмени, где упоминал имя Кунгурцева. С 2006 года выходят статьи преподавателей Тюменского государственного университета Натальи Рогачёвой и Светланы Синицыной о творчестве Кунгурцева.
Стихи Кунгурцева испытали влияние Сергея Есенина. Тураев причислял его к имажинистам. В опубликованных стихах звучат темы «революции, светлого будущего», в неопубликованных — темы «сельской жизни, родной природы, крестьянского труда».